# Jožef Dobrovc
Jožef Dobrovc, slovenski rimskokatoliški duhovnik in narodni delavec, * 30. julij 1873, Nazarje, † 5. april 1927, Črna na Koroškem.

## Življenje in delo
Po končani gimnaziji v Novem mestu (1896) je študiral bogoslovje v Celovcu in bil 1900 posvečen v duhovnika, bil kaplan v Pliberku (1900–1902), provizor v Šentlipšu (nem. St. Filippen) pri Rajneku (1902–1903) in Mohličah (nem. Möchling) (1903), kaplan pri glavni mestni župniji Sv. Ilja v Celovcu (1905–1913) in nazadnje župnik v Grmi od 1913 dalje. V krajih kjer je služboval je ustanavljal izobražvalna društva, vodil borbo za slovenski jezik v Celovcu in slovensko politično organizacijo v Velikovcu, bil je odličen politični govornik, sodeloval je pri listu Mir in bil odbornik Katoliško političnega in gospodarskega društva za Slovence na Koroškem ter pri slovenskih posojilnicah.